# Pico Sheridan
El Pico Sheridan (en inglés: Sheridan Peak) es un pico de 955 m s. n. m. ubicado cerca del glaciar Nordenskjold en Georgia del Sur, un territorio ubicado en el océano Atlántico Sur, cuya soberanía está en disputa entre el Reino Unido el cual las administra como «Territorio Británico de Ultramar de las islas Georgias del Sur y Sandwich del Sur», y la República Argentina que las integra al Departamento Islas del Atlántico Sur, dentro de la Provincia de Tierra del Fuego, Antártida e Islas del Atlántico Sur. Durante la expedición británica de 1954-1955, al pico se lo llamó "Thin Ridge". Fue nombrado por el Comité Antártico de Lugares Geográficos del Reino Unido (UK-APC) en 1988 por el comandante James G. Sheridan, de los Royal Marines, que aceptó la rendición de la guarnición argentina en la Punta Coronel Zelaya el 25 de abril de 1982.